# Challenge européen 2013-2014
Navigation
Challenge européen 2012-2013 Challenge européen 2014-2015
Le Challenge européen 2013-2014 oppose pour la saison 2013-2014 vingt équipes européennes de rugby à XV : sept françaises, six anglaises, quatre italiennes, une portugaise, une galloise et une roumaine. La compétition se déroule du 10 octobre 2013 au 23 mai 2014 date de la finale disputée à l'Arms Park à Cardiff. La compétition est organisée en deux phases. Une première phase de poules se déroule en matchs aller-retour à la fin de laquelle sont sélectionnées les cinq équipes ayant terminé en tête de leur groupe. La compétition se poursuit par une phase à élimination directe à partir des quarts de finale.

## Présentation

### Équipes en compétition
| - Bath Rugby - Aviron bayonnais - Biarritz olympique - Union Bordeaux Bègles - CA Brive - Bucarest Wolves - Cavalieri Prato - Rugby Calvisano - FC Grenoble - London Irish | - London Wasps - Lusitanos XV - Mogliano Rugby SSD - Newcastle Falcons - Newport Gwent Dragons - US Oyonnax - Stade français - Sale Sharks - Rugby Viadana - Worcester Warriors |

### Tirage au sort
Les 20 équipes sont classées en fonction de leurs résultats lors des précédentes éditions des Coupes européennes (Heineken Cup et Challenge européen). Les cinq équipes les mieux classées sont têtes de série. Par ailleurs, chaque pays ne peut avoir qu'une seule équipe par poule, à l'exception de la France qui compte  sept clubs et l'Angleterre qui compte  six clubs. Le tableau suivant présente la répartition des équipes selon les « niveaux » avant le tirage au sort. Leur rang au classement européen est indiqué entre parenthèses. Le tirage au sort des poules a lieu en juin au siège de l'ERC à Dublin.
| Niveau 1               | Niveau 2                   | Niveau 3                   | Niveau 4             |
| ---------------------- | -------------------------- | -------------------------- | -------------------- |
| Biarritz olympique (5) | London Irish (27)          | Aviron bayonnais (37)      | Bucarest Wolves (38) |
| Stade Français (8)     | Sale Sharks (30)           | I Cavalieri Prato (39)     | Rugby Mogliano (42)  |
| London Wasps (16)      | Newport Gwent Dragons (31) | Worcester Warriors (40)    | FC Grenoble (44)     |
| Bath Rugby (22)        | Newcastle Falcons (32)     | Union Bordeaux Bègles (41) | Olympus Madrid (45)  |
| CA Brive (24)          | Rugby Viadana (36)         | Rugby Calvisano (43)       | US Oyonnax (46)      |

Qualifié initialement pour la compétition 2013-2014, l'Olympus Madrid a annoncé après le tirage au sort le retrait de sa participation faute de budget. Il a été remplacé par le club portugais Lusitanos XV, qui jouera dans la poule désignée initialement pour le club espagnol.

### Format
Les formations s'affrontent dans une première phase de groupes en matchs « aller/retour » (six matchs pour chacune des équipes soit douze rencontres par groupe). Quatre points sont accordés pour une victoire et deux pour un nul. De plus, un point de bonus est accordé par match aux équipes qui inscrivent au moins quatre essais et un point de bonus est octroyé au club perdant un match par sept points d'écart ou moins. Les vainqueurs de chaque poule ainsi que les équipes issues de la Coupe d'Europe de rugby à XV 2012-2013 qui sont troisième, quatrième et cinquième meilleurs deuxièmes participent aux quarts de finale. Les 4 meilleurs premiers du challenge européen sont classés de 1 à 4 et reçoivent en quart de finale. Les équipes issues de la H Cup sont elles classées de 5 à 7, tandis que le plus mauvais premier du challenge européen est classé numéro 8. Les oppositions en quarts de finale sont définies de la manière suivante : équipe 1 - équipe 8, équipe 2 - équipe 7, équipe 3 - équipe 6 et équipe 4 - équipe 5. La suite de la compétition se fait par élimination directe à chaque tour.

## Première phase

### Notations et règles de classement
Dans les tableaux de classement suivants, les différentes abréviations et couleurs signifient:
|  | Qualifiés pour les quarts de finale. |

Attribution des points : victoire sur tapis vert : 5, victoire : 4, match nul : 2, défaite : 0, forfait : -2 ; plus les bonus (offensif : au moins 4 essais marqués ; défensif : défaite par 7 points d'écart ou moins).
Règles de classement :
- équipes dans la même poule : 1. points terrain ; 2. points terrain obtenus dans les matchs entre équipes concernées ; 3. nombre d'essais marqués dans les matchs entre équipes concernées ; 4. différence de points dans les matchs entre équipes concernées.
- équipes dans des poules différentes : 1. points terrain ; 2. nombre d'essais marqués ; 3. différence de points ; 5. nombre de joueurs obtenus un carton jaune et/ou suspendus ; 6. tirage à pile ou face.

### Poule 1

#### Classement
| Rang | Équipe             | J | V | N | D | Em | Ee | Bo | Bd | Pm  | Pe  | Diff | Pts |
| ---- | ------------------ | - | - | - | - | -- | -- | -- | -- | --- | --- | ---- | --- |
| 1    | Sale Sharks        | 6 | 5 | 0 | 1 | 18 | 7  | 2  | 1  | 155 | 65  | +90  | 23  |
| 2    | Biarritz olympique | 6 | 3 | 0 | 3 | 16 | 12 | 2  | 2  | 119 | 116 | +3   | 16  |
| 3    | US Oyonnax         | 6 | 2 | 1 | 3 | 9  | 17 | 1  | 1  | 86  | 142 | -56  | 12  |
| 4    | Worcester Warriors | 6 | 1 | 1 | 4 | 9  | 16 | 0  | 1  | 87  | 124 | -37  | 7   |

#### Calendrier des matchs
1re journée
| 10 octobre | Salford City Stadium | Sale Sharks | 33 – 10 | Biarritz olympique |
| 12 octobre | Stade Charles-Mathon | US Oyonnax  | 9 – 9   | Worcester Warriors |

2e journée
| 19 octobre | Parc des sports d'Aguiléra | Biarritz olympique | 26 – 6  | US Oyonnax  |
| 19 octobre | Sixways Stadium            | Worcester Warriors | 15 – 29 | Sale Sharks |

3e journée
| 5 décembre | Sixways Stadium      | Worcester Warriors | 15 – 19 | Biarritz olympique |
| 5 décembre | Stade Charles-Mathon | US Oyonnax         | 16 – 10 | Sale Sharks        |

4e journée
| 12 décembre | Parc des sports d'Aguiléra | Biarritz olympique | 33 – 25 | Worcester Warriors |
| 13 décembre | Salford City Stadium       | Sale Sharks        | 53 – 14 | US Oyonnax         |

5e journée
| 10 janvier | Salford City Stadium | Sale Sharks | 21 – 3  | Worcester Warriors |
| 11 janvier | Stade Charles-Mathon | US Oyonnax  | 28 – 24 | Biarritz olympique |

6e journée
| 18 janvier | Parc des sports d'Aguiléra | Biarritz olympique | 7 – 9   | Sale Sharks |
| 18 janvier | Sixways Stadium            | Worcester Warriors | 20 – 13 | US Oyonnax  |

### Poule 2

#### Classement
| Rang | Équipe                | J | V | N | D | Em | Ee | Bo | Bd | Pm  | Pe  | Diff | Pts |
| ---- | --------------------- | - | - | - | - | -- | -- | -- | -- | --- | --- | ---- | --- |
| 1    | Bath Rugby            | 6 | 6 | 0 | 0 | 34 | 4  | 4  | 0  | 243 | 50  | +193 | 28  |
| 2    | Newport Gwent Dragons | 6 | 3 | 0 | 3 | 16 | 10 | 2  | 0  | 150 | 132 | +18  | 14  |
| 3    | Union Bordeaux Bègles | 6 | 3 | 0 | 3 | 21 | 17 | 2  | 0  | 171 | 149 | +22  | 14  |
| 4    | Mogliano SSD          | 6 | 0 | 0 | 6 | 5  | 43 | 0  | 0  | 55  | 288 | -233 | 0   |

Les Dragons et Bordeaux Bègles sont départagés aux points terrain particuliers (5pts à 4pts pour les Dragons).

#### Calendrier des matchs
1re journée
| 11 octobre | Rodney Parade               | Newport Gwent Dragons | 50 – 8 | Mogliano Rugby SSD |
| 12 octobre | Stade Jacques-Chaban-Delmas | Union Bordeaux Bègles | 6 – 15 | Bath Rugby         |

2e journée
| 19 octobre | Stade Maurizio-Quaggia | Mogliano Rugby SSD | 20 – 32 | Union Bordeaux Bègles |
| 19 octobre | The Recreation Ground  | Bath Rugby         | 26 – 10 | Newport Gwent Dragons |

3e journée
| 6 décembre | Rodney Parade          | Newport Gwent Dragons | 40 – 24 | Union Bordeaux Bègles |
| 7 décembre | Stade Maurizio-Quaggia | Mogliano Rugby SSD    | 8 – 55  | Bath Rugby            |

4e journée
| 12 décembre | Stade André-Moga      | Union Bordeaux Bègles | 32 – 13 | Newport Gwent Dragons |
| 14 décembre | The Recreation Ground | Bath Rugby            | 63 – 0  | Mogliano Rugby SSD    |

5e journée
| 10 janvier | Stade André-Moga | Union Bordeaux Bègles | 64 – 7  | Mogliano Rugby SSD |
| 11 janvier | Rodney Parade    | Newport Gwent Dragons | 13 – 30 | Bath Rugby         |

6e journée
| 16 janvier | The Recreation Ground  | Bath Rugby         | 54 – 13 | Union Bordeaux Bègles |
| 16 janvier | Stade Maurizio-Quaggia | Mogliano Rugby SSD | 12 – 24 | Newport Gwent Dragons |

### Poule 3

#### Classement
| Rang | Équipe            | J | V | N | D | Em | Ee | Bo | Bd | Pm  | Pe  | Diff | Pts |
| ---- | ----------------- | - | - | - | - | -- | -- | -- | -- | --- | --- | ---- | --- |
| 1    | CA Brive          | 6 | 5 | 1 | 0 | 11 | 6  | 1  | 0  | 121 | 74  | +47  | 23  |
| 2    | Newcastle Falcons | 6 | 4 | 0 | 2 | 15 | 5  | 2  | 2  | 126 | 69  | +57  | 20  |
| 3    | Bucureşti Wolves  | 6 | 2 | 0 | 4 | 6  | 7  | 0  | 2  | 94  | 105 | -11  | 10  |
| 4    | Rugby Calvisano   | 6 | 0 | 1 | 5 | 6  | 20 | 0  | 0  | 80  | 151 | -71  | 2   |

#### Calendrier des matchs
1re journée
| 12 octobre | Arcul de Triumf | Bucarest Wolves | 12 – 13 | Newcastle Falcons |
| 12 octobre | Peroni Stadium  | Rugby Calvisano | 20 – 20 | CA Brive          |

2e journée
| 19 octobre | Arcul de Triumf       | Bucarest Wolves | 37 – 15 | Rugby Calvisano   |
| 19 octobre | Stade Amédée-Domenech | CA Brive        | 23 – 16 | Newcastle Falcons |

3e journée
| 7 décembre | Arcul de Triumf | Bucarest Wolves   | 13 – 18 | CA Brive        |
| 8 décembre | Kingston Park   | Newcastle Falcons | 37 – 15 | Rugby Calvisano |

4e journée
| 12 décembre | Stade Amédée-Domenech | CA Brive        | 20 – 9  | Bucarest Wolves   |
| 14 décembre | Peroni Stadium        | Rugby Calvisano | 10 – 25 | Newcastle Falcons |

5e journée
| 9 janvier  | Kingston Park  | Newcastle Falcons | 7 – 9   | CA Brive        |
| 11 janvier | Peroni Stadium | Rugby Calvisano   | 11 – 23 | Bucarest Wolves |

6e journée
| 16 janvier | Stade Amédée-Domenech | CA Brive          | 31 – 9 | Rugby Calvisano |
| 16 janvier | Kingston Park         | Newcastle Falcons | 28 – 0 | Bucarest Wolves |

### Poule 4

#### Classement
| Rang | Équipe           | J | V | N | D | Em | Ee | Bo | Bd | Pm  | Pe  | Diff | Pts |
| ---- | ---------------- | - | - | - | - | -- | -- | -- | -- | --- | --- | ---- | --- |
| 1    | London Wasps     | 6 | 6 | 0 | 0 | 38 | 10 | 3  | 0  | 285 | 76  | +209 | 27  |
| 2    | Aviron bayonnais | 6 | 3 | 0 | 3 | 28 | 14 | 3  | 0  | 219 | 118 | +101 | 15  |
| 3    | FC Grenoble      | 6 | 2 | 1 | 3 | 18 | 18 | 2  | 0  | 118 | 158 | -40  | 12  |
| 4    | Rugby Viadana    | 6 | 0 | 1 | 5 | 12 | 48 | 0  | 0  | 86  | 361 | -275 | 2   |

#### Calendrier des matchs
1re journée
| 10 octobre | Stade Jean-Dauger      | Aviron bayonnais | 37 – 6  | FC Grenoble  |
| 12 octobre | Stade Luigi-Zaffanella | Rugby Viadana    | 17 – 90 | London Wasps |

2e journée
| 17 octobre | Adams Park         | London Wasps | 26 –10 | Aviron bayonnais |
| 18 octobre | Stade Lesdiguières | FC Grenoble  | 40 – 7 | Rugby Viadana    |

3e journée
| 6 décembre | Stade Jean-Dauger  | Aviron bayonnais | 63 – 7 | Rugby Viadana |
| 7 décembre | Stade Lesdiguières | FC Grenoble      | 7 – 47 | London Wasps  |

4e journée
| 14 décembre | Stade Luigi-Zaffanella | Rugby Viadana | 19 – 80 | Aviron bayonnais |
| 15 décembre | Adams Park             | London Wasps  | 32 – 12 | FC Grenoble      |

5e journée
| 11 janvier | Stade Jean-Dauger      | Aviron bayonnais | 13 – 26 | London Wasps |
| 11 janvier | Stade Luigi-Zaffanella | Rugby Viadana    | 19 – 19 | FC Grenoble  |

6e journée
| 17 janvier    | Stade Lesdiguières | FC Grenoble  | 34 – 16 | Aviron bayonnais |
| 16-19 janvier | Adams Park         | London Wasps | 64 - 17 | Rugby Viadana    |

### Poule 5

#### Classement
| Rang | Équipe               | J | V | N | D | Em | Ee | Bo | Bd | Pm  | Pe  | Diff | Pts |
| ---- | -------------------- | - | - | - | - | -- | -- | -- | -- | --- | --- | ---- | --- |
| 1    | Stade français Paris | 6 | 5 | 0 | 1 | 27 | 6  | 4  | 0  | 202 | 75  | +127 | 24  |
| 2    | London Irish         | 6 | 5 | 0 | 1 | 41 | 6  | 4  | 0  | 293 | 65  | +228 | 24  |
| 3    | Cavalieri Prato      | 6 | 2 | 0 | 4 | 12 | 28 | 2  | 1  | 100 | 198 | -98  | 11  |
| 4    | Lusitanos XV         | 6 | 0 | 0 | 6 | 8  | 48 | 0  | 0  | 68  | 325 | -257 | 0   |

Le Stade français et les London Irish sont départagés aux points terrain particuliers (5pts-4pts pour le Stade français)

#### Calendrier des matchs
1re journée
| 10 octobre | Stade Jean-Bouin | Stade français | 61 – 3  | Lusitanos XV    |
| 12 octobre | Madejski Stadium | London Irish   | 60 – 11 | Cavalieri Prato |

2e journée
| 19 octobre | Stade Enrico-Chersoni     | Cavalieri Prato | 16 – 17 | Stade français |
| 19 octobre | Estádio Nacional do Jamor | Lusitanos XV    | 6 – 67  | London Irish   |

3e journée
| 7 décembre | Stade Enrico-Chersoni | Cavalieri Prato | 40 – 22 | Lusitanos XV   |
| 8 décembre | Madejski Stadium      | London Irish    | 24 – 13 | Stade français |

4e journée
| 14 décembre | Estádio Nacional do Jamor | Lusitanos XV   | 19 – 30 | Cavalieri Prato |
| 14 décembre | Stade Jean-Bouin          | Stade français | 32 – 14 | London Irish    |

5e journée
| 9 janvier  | Stade Jean-Bouin | Stade français | 31 – 3 | Cavalieri Prato |
| 11 janvier | Madejski Stadium | London Irish   | 79 – 3 | Lusitanos XV    |

6e journée
| 16 janvier | Estádio Nacional do Jamor | Lusitanos XV    | 15 – 48 | Stade français |
| 18 janvier | Stade Enrico-Chersoni     | Cavalieri Prato | 0 – 49  | London Irish   |

## Phase finale
Les cinq premiers ainsi que trois équipes issues de la Coupe d'Europe de rugby à XV 2013-2014 sont qualifiés pour les quarts de finale. Les huit équipes sont classées dans l'ordre suivant pour obtenir le tableau des quarts de finale : les quatre meilleurs premiers de poule sont classés de 1 à 4 et reçoivent en quart de finale, les trois équipes reversés de H Cup sont classées de 5 à 7 et le plus mauvais premier du challenge européen est classé huitième. Les quarts étant organisés de la manière suivante : le premier rencontre le huitième, le second le septième, le troisième le sixième et le quatrième le cinquième. Un tirage au sort a lieu pour les demi-finales.
Les équipes sont départagées selon les critères suivants :
1. Plus grand nombre de points
2. Nombre d'essais marqués
3. Différence de points

| Rang | Clubs              | Matchs Joués | Pts | EM | Diff |
| ---- | ------------------ | ------------ | --- | -- | ---- |
| 1    | Bath Rugby         | 6            | 28  | 34 | +193 |
| 2    | London Wasps       | 6            | 27  | 38 | +209 |
| 3    | Stade Français     | 6            | 24  | 27 | +127 |
| 4    | Sale Sharks        | 6            | 23  | 18 | +90  |
| 5    | Northampton Saints | 6            | 17  | 11 | +3   |
| 6    | Harlequins         | 6            | 16  | 12 | +23  |
| 7    | Gloucester Rugby   | 6            | 14  | 13 | -1   |
| 8    | CA Brive           | 6            | 23  | 11 | +47  |

### Tableau
|  | Quarts de finale   | Quarts de finale   |                    |    | Demi-finales     | Demi-finales     |  |  | Finale                                | Finale                                |
|  | Quarts de finale   | Quarts de finale   |                    |    | Demi-finales     | Demi-finales     |  |  | Finale                                | Finale                                |
|  |                    |                    |                    |    |                  |                  |  |  |                                       |                                       |
|  | le 6 avril 2014    | le 6 avril 2014    |                    |    | le 27 avril 2014 | le 27 avril 2014 |  |  | le 23 mai 2014 à l'Arms Park, Cardiff | le 23 mai 2014 à l'Arms Park, Cardiff |
|  | le 6 avril 2014    | le 6 avril 2014    |                    |    | le 27 avril 2014 | le 27 avril 2014 |  |  | le 23 mai 2014 à l'Arms Park, Cardiff | le 23 mai 2014 à l'Arms Park, Cardiff |
|  | London Wasps       | 36                 |                    |    | le 27 avril 2014 | le 27 avril 2014 |  |  | le 23 mai 2014 à l'Arms Park, Cardiff | le 23 mai 2014 à l'Arms Park, Cardiff |
|  | London Wasps       | 36                 |                    |    | le 27 avril 2014 | le 27 avril 2014 |  |  | le 23 mai 2014 à l'Arms Park, Cardiff | le 23 mai 2014 à l'Arms Park, Cardiff |
|  | Gloucester Rugby   | 24                 |                    |    | le 27 avril 2014 | le 27 avril 2014 |  |  | le 23 mai 2014 à l'Arms Park, Cardiff | le 23 mai 2014 à l'Arms Park, Cardiff |
|  | Gloucester Rugby   | 24                 | London Wasps       | 18 |                  |                  |  |  | le 23 mai 2014 à l'Arms Park, Cardiff | le 23 mai 2014 à l'Arms Park, Cardiff |
|  | le 6 avril 2014    |                    | London Wasps       | 18 |                  |                  |  |  | le 23 mai 2014 à l'Arms Park, Cardiff | le 23 mai 2014 à l'Arms Park, Cardiff |
|  |                    | Bath Rugby         | 24                 |    |                  |                  |  |  | le 23 mai 2014 à l'Arms Park, Cardiff | le 23 mai 2014 à l'Arms Park, Cardiff |
|  | Bath Rugby         | Bath Rugby         | 24                 | 39 |                  |                  |  |  | le 23 mai 2014 à l'Arms Park, Cardiff | le 23 mai 2014 à l'Arms Park, Cardiff |
|  | Bath Rugby         |                    |                    | 39 |                  |                  |  |  | le 23 mai 2014 à l'Arms Park, Cardiff | le 23 mai 2014 à l'Arms Park, Cardiff |
|  | CA Brive           | 7                  |                    |    |                  |                  |  |  | le 23 mai 2014 à l'Arms Park, Cardiff | le 23 mai 2014 à l'Arms Park, Cardiff |
|  | CA Brive           | 7                  | Bath Rugby         | 16 |                  |                  |  |  |                                       |                                       |
|  | le 3 avril 2014    |                    | Bath Rugby         | 16 |                  |                  |  |  |                                       |                                       |
|  |                    | Northampton Saints | 30                 |    |                  |                  |  |  |                                       |                                       |
|  | Sale Sharks        | Northampton Saints | 30                 | 14 |                  |                  |  |  |                                       |                                       |
|  | Sale Sharks        | le 25 avril 2014   |                    | 14 |                  |                  |  |  |                                       |                                       |
|  | Northampton Saints | 28                 |                    |    |                  |                  |  |  |                                       |                                       |
|  | Northampton Saints | 28                 | Northampton Saints | 18 |                  |                  |  |  |                                       |                                       |
|  | le 4 avril 2014    |                    | Northampton Saints | 18 |                  |                  |  |  |                                       |                                       |
|  |                    | Harlequins         | 10                 |    |                  |                  |  |  |                                       |                                       |
|  | Stade Français     | Harlequins         | 10                 | 6  |                  |                  |  |  |                                       |                                       |
|  | Stade Français     |                    |                    | 6  |                  |                  |  |  |                                       |                                       |
|  | Harlequins         | 29                 |                    |    |                  |                  |  |  |                                       |                                       |
|  | Harlequins         | 29                 |                    |    |                  |                  |  |  |                                       |                                       |

### Quarts de finale
| 4 avril 2014 14h00 | Bath Rugby | 39 - 7 (25 - 0) | CA Brive                                                                                        |  |
| 4 avril 2014 14h00 | Essai(s) : Agulla 3 (9e, 35e, 49e), Abendanon (8e), Rokoduguni (32e), Young (42e) Transformation(s) : Ford 3 (28e, 42e, 49e) Pénalité(s) : Ford (20e) |                 | Essai(s) : Murphy (65e) Transformation(s) : Laranjeira (65e) Carton(s) jaune(s) : Briatte (79e) |  |
| 4 avril 2014 14h00 | |                 |                                                                                                 |  |

| 6 avril 2014 19h00 | London Wasps | 36 - 24 (13 - 3) | Gloucester Rugby |  |
| 6 avril 2014 19h00 | Essai(s) : Mullan (30e), Festuccia (43e), Helu (76e) Transformation(s) : Goode 3 (30e, 43e, 76e) Pénalité(s) : Goode 4 (36e, 51e, 65e, 71e) Drop(s) : Goode (13e) |                  | Essai(s) : May (55e), Evans (en) (61e), Thomas (80e) Transformation(s) : Cook 3 (55e, 61e, 80e) Pénalité(s) : Cook ( 33e) |  |
| 6 avril 2014 19h00 | |                  | |  |

| 4 avril 2014 | Stade Français                   | 6 - 29 (6 - 9) | Harlequins |  |
| 4 avril 2014 | Pénalité(s) : Steyn 2 (18e, 31e) |                | Essai(s) : Brown (45e), Molenaar (76e) Transformation(s) : Evans 2 (45e, 76e) Pénalité(s) : Evans 4 (15e, 22e, 40e, 56e) Drop(s) : Evans (73e) |  |
| 4 avril 2014 |                                  |                | |  |

| 3 avril 2014 20h00 | Sale Sharks | 14 - 28 (7-28) | Northampton Saints | AJ Bell Stadium, Sale 4,650 spectateurs Arbitre : Romain Poite |
| 3 avril 2014 20h00 | Essai(s) : Thomas (5e), MacLeod (73e) Transformation(s) : MacLeod (6e), Ford (74e) Carton(s) jaune(s) : Thomas |                | Essai(s) : Nutley 2 (17e, 37e), Dickinson (5e), Foden (33e) Transformation(s) : Hooley 4 (18e, 30e, 34e, 38e) Carton(s) jaune(s) : Craig | AJ Bell Stadium, Sale 4,650 spectateurs Arbitre : Romain Poite |
| 3 avril 2014 20h00 | |                | | AJ Bell Stadium, Sale 4,650 spectateurs Arbitre : Romain Poite |

### Demi-finales
| 27/04/2014 | London Wasps                                                                                             | 18 - 24 (13 - 10) | Bath Rugby |  |
| 27/04/2014 | Essai(s) : 2 Helu (39e), Johnson (64e) Transformation(s) : 1 Goode (39e) Pénalité(s) : 2 Goode (2e, 14e) |                   | Essai(s) : 2 Perenise (24e), Webber (46e, 57e) Transformation(s) : 3 Ford (24e, 46e, 57e) Pénalité(s) : 1 Ford (11e) Carton(s) jaune(s) : 1 Eastmond |  |
| 27/04/2014 | |                   | |  |

| | Northampton Saints | 18 - 10 (11 - 3)                                                                          | Harlequins |  |
| Essai(s) : 2 Collins (26e), Fotuali'i (44e) Transformation(s) : 1 Myler (44e) Pénalité(s) : 1 Myler (22e, 35e) Carton(s) jaune(s) : 1 Elliott (3e) |                    | Essai(s) : 1 Easter (63e) Transformation(s) : 1 Botica (63e) Pénalité(s) : 1 Botica (39e) |            |  |
| |                    |                                                                                           |            |  |

### Finale
| 23 mai 2014 20 h 00 WET | Bath Rugby | 16 - 30 (13 - 6) | Northampton Saints | Arms Park, Cardiff Arbitre : Jérôme Garcès |
| 23 mai 2014 20 h 00 WET | Essai(s) : 1 Watson (27e) Transformation(s) : 1 Ford (28e) Pénalité(s) : 3 Ford (2e, 14e, 66e) Carton(s) jaune(s) : 1 Perenise (70e) |                  | Essai(s) : 1 Dowson (71e), Foden (76e) Transformation(s) : 1 Myler (73e) Pénalité(s) : 1 Myler (7e, 23e, 48e, 57e, 60e, 64e) Carton(s) jaune(s) : 1 Corbisiero (43e) | Arms Park, Cardiff Arbitre : Jérôme Garcès |
| 23 mai 2014 20 h 00 WET | |                  | | Arms Park, Cardiff Arbitre : Jérôme Garcès |

## Statistiques

### Meilleurs réalisateurs
| Rang | Joueur | Club | Points | Essais | Transf. | Pén. | Drops |
| ---- | ------ | ---- | ------ | ------ | ------- | ---- | ----- |
| 1    |        |      | 0      | 0      | 0       | 0    | 0     |

### Meilleurs marqueurs
| Rang | Joueur | Club | Essais |
| ---- | ------ | ---- | ------ |
| 1    |        |      | 0      |